# Sieńsko
Sieńsko [pronunciación en polaco: /ˈɕeɲskɔ/] (en alemán: Klein Schreibersdorf) es un pueblo ubicado en el distrito administrativo de Gmina Wągrowiec, dentro del Distrito de Wągrowiec, Voivodato de Gran Polonia, en el oeste de Polonia central. Se encuentra aproximadamente a 4 kilómetros al sur de Wągrowiec y a 45 kilómetros al noreste de la capital regional Poznań.